# Église Saint-Pierre-aux-Liens de Clérey
L'église Saint-Pierre-aux-Liens est une église située à Clérey, en France.

## Description
Bâtie en partie au XIIe siècle, elle est sans transept, sa chapelle à Marie est du XVIe siècle.

### Mobilier
Une statuaire 
- du XVe incluant
  - un retable représentant la Nativité, la Présentation au Temple et la Circoncision[2] de l'atelier d'Anvers en bois polychrome,
  - Marie[3] en bois,
- du XVIe comportant
  - Antoine[4] en calcaire polychrome,
  - Jacques le Majeur[5] en calcaire polychrome,
  - Savine du XVIe[6]en calcaire polychrome.

Un plafond peint, représentant saint Mathieu, saint Marc, saint Luc, saint Jean, Rosaire et les anges , du XVIIe siècle.

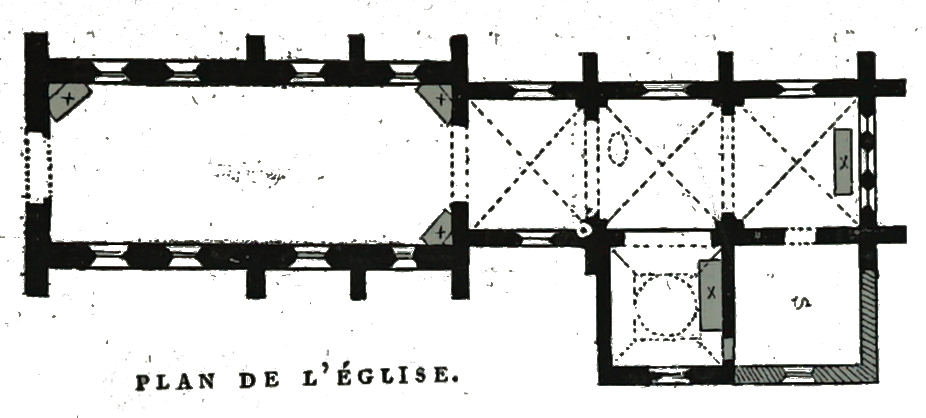
Plan,
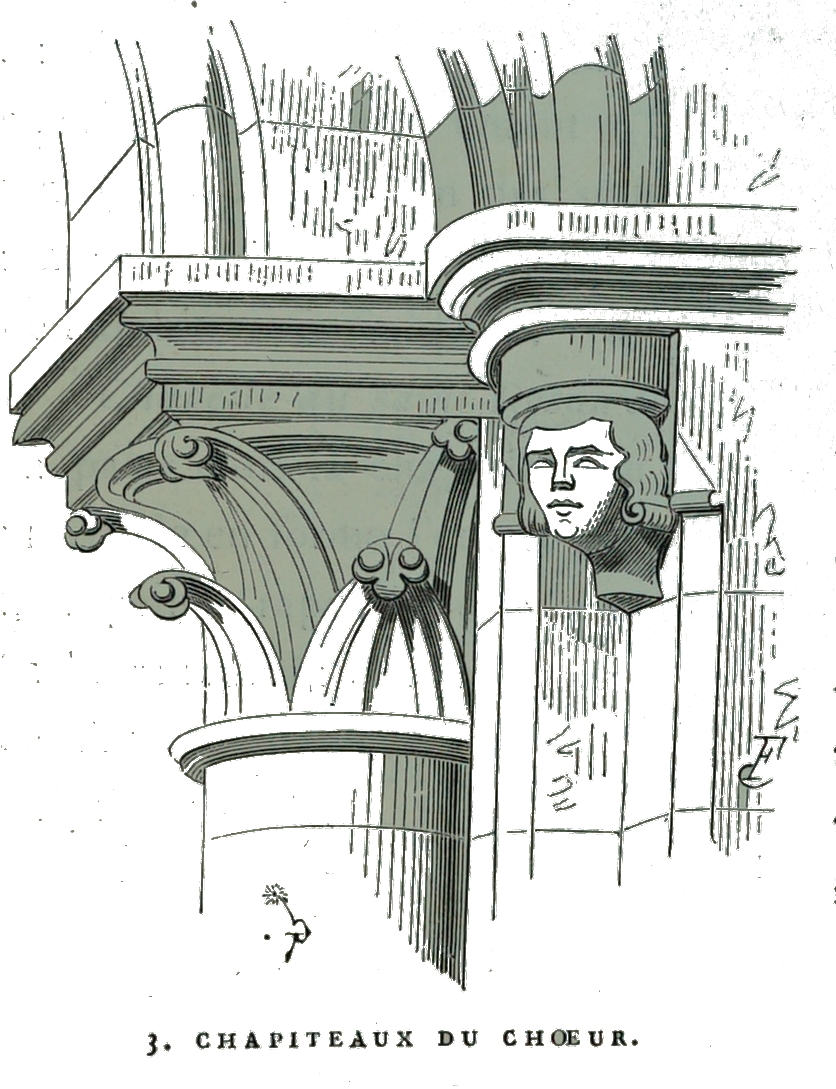
Chapiteau,
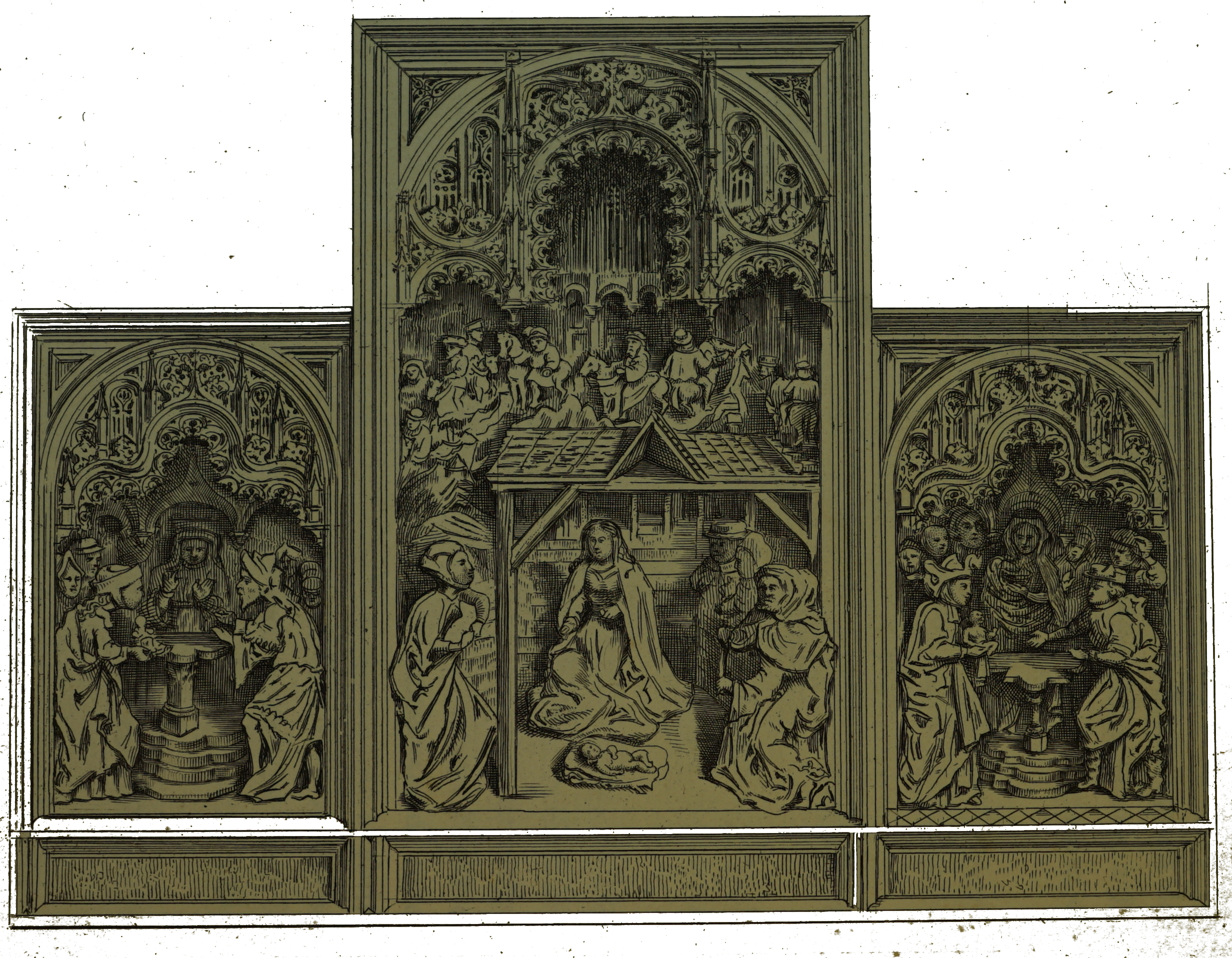
Retable par Fichot.

## Localisation
L'église est située sur la commune de Clérey, dans le département français de l'Aube.

## Historique
C'était une paroisse du Grand-doyenné de Troyes qui a eu comme succursale Fresnoy jusqu'en 1725. La cure était à la présentation de l'abbaye de Montiéramey. La chapelle Notre-Dame a été fondée en 1349 par Geoffroi, seigneur de Clérey.
L'édifice est inscrit au titre des monuments historiques en 1926.

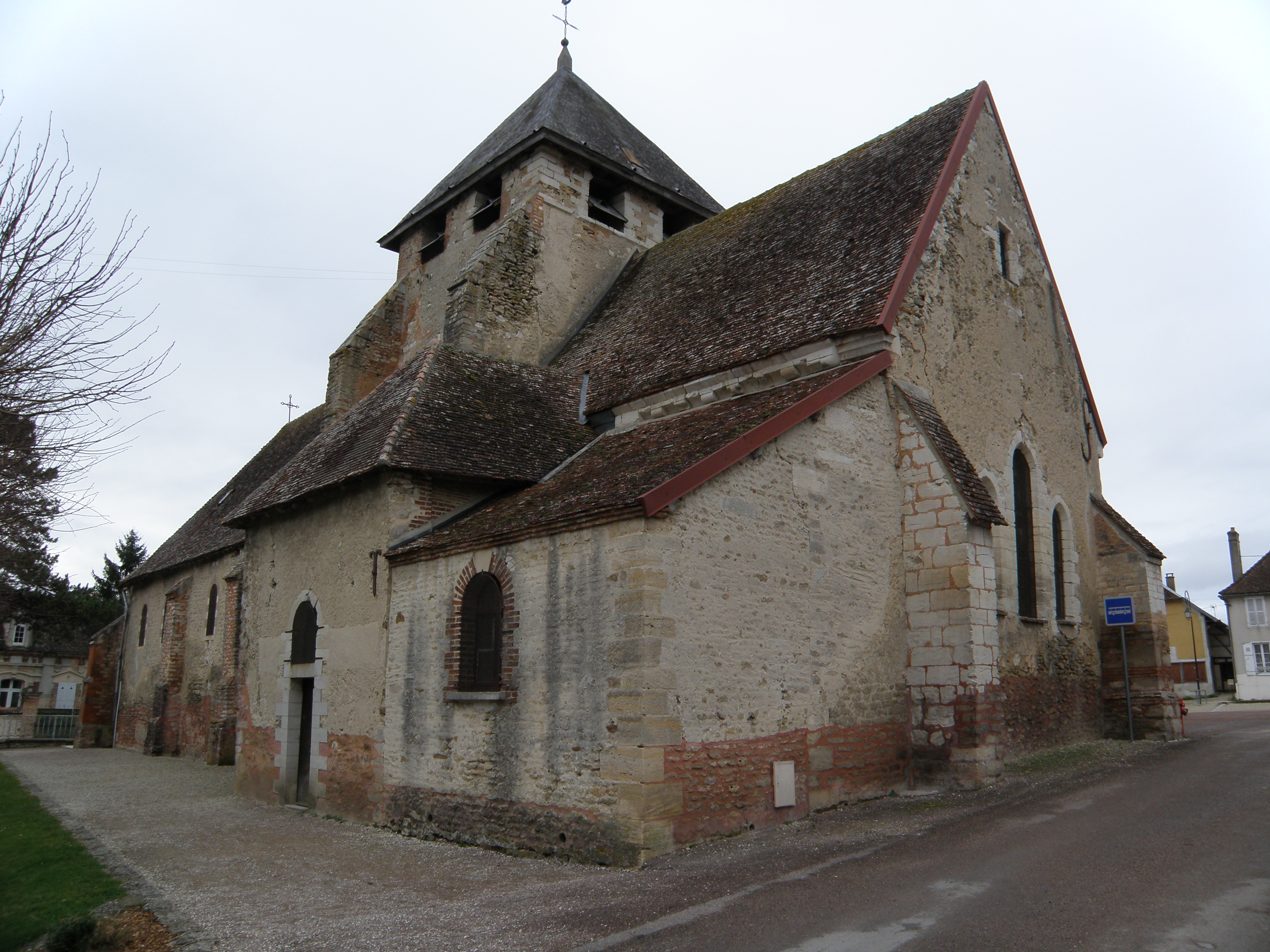
Le chevet.